# Aranyera de Whitehead
El aranyera de Whitehead (Arachnothera juliae) és un ocell de la família dels nectarínids (Nectariniidae).

## Hàbitat i distribució
Habita la selva humida de les muntanyes del nord de Borneo.